# Altopiano di Shillong
L'altopiano di Shillong è un altopiano nella parte orientale dello stato del Meghalaya, nel nord-est dell'India. Esso prende il nome dal centro abitato più importante dell'area, la capitale Shillong. Le immagini satellitari rivelano che esso è percorso da una serie di faglie, testimonianza delle intense forze telluriche a cui esso è tuttora sottoposto e che talvolta causano episodi sismici come il famoso e devastante terremoto dell'Assam del 1897.

## Clima
Il clima dell'altopiano è di tipo subtropicale, caratterizzato da forte umidità. La temperatura media annuale si aggira intorno ai 18 °C: il mese più caldo è luglio, mentre quello più freddo è gennaio. Le precipitazioni medie annue arrivano a 3.104 mm: il mese più piovoso è giugno (726 mm), mentre quello più asciutto è dicembre (1 mm).